# West Maas en Waal
West Maas en Waal là một đô thị ở tỉnh Gelderland của Hà Lan.
Tỉnh này nằm ở phía tây của Land van Maas en Waal, một hòn đảo nằm giữa sông Meuse và Waal.

## Các trung tâm dân cư
Alphen aan de Maas, Altforst, Appeltern, Beneden-Leeuwen, Boven-Leeuwen, Dreumel, Maasbommel và Wamel.